# Grand Tower, Illinois
Grand Tower là một thành phố thuộc quận Jackson, tiểu bang Illinois, Hoa Kỳ. Năm 2010, dân số của thành phố này là 605 người.

## Dân số
Dân số qua các năm:
- Năm 2000: 624 người.
- Năm 2010: 605 người.